# Inge Slopianka
Inge Slopianka (* 1944; geborene Wohlert) ist eine deutsche Mundartschriftstellerin.

## Werdegang
Slopianka stammt aus Nordfriesland. Nachdem sie in Schleswig, auf Sylt und in Hamburg gelebt hatte, ließ sie sich in Oster-Ohrstedt nieder. Dort führt sie ein Gartencafé.
Sie verfasst Geschichten in Plattdeutscher Sprache.

## Werke
- Inge vertellt. Bd. 1, Mohland, Goldebek 2005, ISBN 3-936120-83-8
- Inge vertellt. Bd. 2, Mohland, Goldebek 2006, ISBN 978-3-86675-013-5
- Inge vertellt. Bd. 3, Mohland, Goldebek 2008, ISBN 978-3-86675-088-3
- Inge vertellt. Bd. 4, Mohland, Goldebek 2011, ISBN 978-3-86675-134-7
- Mien Wiehnachtstied. Mohland, Goldebek 2011, ISBN 978-3-86675-168-2
- Ansichtssaak un annere Vertellen. Mohland, Goldebek 2012, ISBN 978-3-86675-183-5
- Hier bin ik Tohuus. Mohland, Goldebek 2014, ISBN 978-3-86675-209-2
- Inge vertellt mol wedder. Mohland, Goldebek 2015, ISBN 978-3-86675-224-5
- Rut an de frische Luft. NordlichtKontor , Goldebek 2018, ISBN 978-3-9817948-8-5
- Wat mi jüst so infallt …. NordlichtKontor , Goldebek 2022, ISBN 978-3-947891-04-7